# Giải Thời nay
Giải Thời nay (tiếng Pháp: prix Aujourd'hui) là một giải thưởng văn học của Pháp dành cho một tác phẩm lịch sử hoặc chính trị về thời hiện đại. Tác giả có thể là người Pháp hoặc người nước ngoài, nhưng tác phẩm phải viết bằng tiếng Pháp hoặc dịch sang tiếng Pháp và xuất bản ở Pháp.
Giải này được thiết lập năm 1962 và được trao hàng năm. Ban giám khảo gồm nhiều nhà báo, ban đầu do Jean Ferniot làm chủ tịch, sau đó Jacques Julliard kế vị, và Christine Clerc làm tổng thư ký.

## Những người đoạt giải
- 1962 - Gilles Perrault, Les Parachutistes, (Seuil).
- 1963 - Jacques Delarue, Histoire de la Gestapo, (Fayard).
- 1964 - Eugène Mannoni, Moi, Général de Gaulle, (Seuil).
- 1965 - Lucien Bodard, L’Humiliation, (Gallimard).
- 1966 - Pierre Rouanet, Mendès-France au pouvoir, (Laffont).
- 1967 - Claude Lévy et Paul Tillard, La Grande Rafle du Vel d’Hiv, (Laffont).
- 1968 - Claude Julien, L’Empire américain, (Grasset).
- 1969 - Artur London, L’Aveu, (Gallimard).
- 1970 - Jacques Derogy, La Loi du retour, (Fayard).
- 1971 - Pierre Viansson-Ponté, Histoire de la République Gaullienne, (Fayard).
- 1972 - Jean Mauriac, Mort du général de Gaulle, (Grasset).
- 1973 - Jean Lacouture, Malraux, (Seuil).
- 1974 - Michel Jobert, Mémoires d'avenir, (Grasset).
- 1975 - Pierre-Jakez Hélias, Le Cheval d'orgueil, (Plon).
- 1976 - Marek Halter, Le Fou et les rois, (Albin Michel).
- 1977 - Franz-Olivier Giesbert, François Mitterrand ou la Tentation de l'Histoire, (Seuil).
- 1978 - Hélène Carrère d'Encausse, L'Empire éclaté, (Flammarion).
- 1979 - Jean Daniel, L’Ère des ruptures, (Grasset).
- 1980 - Maurice Schumann, Un certain 18 juin, (Plon).
- 1981 - Raymond Aron, Le Spectateur engagé (Julliard).
- 1982 - Michel Albert, Le Paris français, (Seuil.
- 1983 - Jean-François Revel, Comment les démocraties finissent, (Grasset).
- 1984 - Catherine Nay, Le Noir et le Rouge, (Grasset).
- 1985 - François de Closets, Tous ensemble, (Seuil).
- 1986 - Robert Guillain, Orient Extrême, (Arléa-Seuil).
- 1987 - Alain Minc, La Machine égalitaire, (Grasset).
- 1988 - Philippe Alexandre, Paysages de campagne, (Grasset).
- 1989 - Didier Éribon, Michel Foucault, (Flammarion).
- 1990 - Georges Valance, France-Allemagne. Le Retour de Bismarck, (Flammarion).
- 1991 - Jean-Claude Barreau, De l'Islam en général et du monde moderne en particulier, (Le Pré-aux-Clercs).
- 1992 - Pierre Lellouche, Le nouveau monde. De l’ordre de Yalta au désordre des nations, (Grasset).
- 1993 - Milan Kundera, Les Testaments trahis, (Gallimard/Calmann-Lévy).
- 1994 - Alain Peyrefitte, C'était de Gaulle, (Fayard).
- 1995 - François Furet, Le Passé d'une illusion, (Laffont).
- 1996 - Régis Debray, Loués soient nos seigneurs, (Gallimard).
- 1997 - Henri Amouroux, Pour en finir avec Vichy 1. Les oublis de la mémoire 1940, (Laffont).
- 1998 - George Steiner, Errata, (Gallimard).
- 1999 - Alain Finkielkraut, L'Ingratitude, (Gallimard).
- 2000 - René Rémond, Le christianisme en accusation, (Desclée de Brouwer).
- 2001 - Bernard-Henri Lévy, Réflexions sur la Guerre, le Mal et la fin de l'histoire, (Grasset).
- 2002 - Philippe Roger, L'Ennemi américain, (Seuil).
- 2003 - René Girard, Les Origines de la culture, (Desclée de Brouwer).
- 2004 - Erik Izraelewicz, Quand la Chine change le monde, (Grasset).
- 2005-2006 - Luc Ferry, Apprendre à vivre, (Plon).
- 2007 - Élie Barnavi, Les Religions meurtrières, (Flammarion).
- 2008 - Michel Winock, Clemenceau, (Perrin).
- 2009 - Shlomo Sand, Comment le peuple juif fut inventé, (Fayard).
- 2010 - Édouard Balladur, Le pouvoir ne se partage pas , (Fayard).
- 2011 - Raphaëlle Bacqué, Le Dernier Mort de Mitterrand, (Grasset).
- 2012 - Christophe Bataille e Rithy Panh, L'éliminat, (Grasset).
- 2013 - David Van Reybrouck, Congo. Une histoire (Actes Sud)
- 2014 - Christopher Clark, Les Somnambules: Été 1914: Comment l’Europe a marché vers la guerre, (Flammarion).